# Château de la Mothe (Béthisy-Saint-Martin)
 (août 2025).
Si vous disposez d'ouvrages ou d'articles de référence ou si vous connaissez des sites web de qualité traitant du thème abordé ici, merci de compléter l'article en donnant les références utiles à sa vérifiabilité et en les liant à la section « Notes et références ».
Pour les articles homonymes, voir Château de la Mothe.
Le château de la Mothe est un domaine du XVIIe, remanié au XIXe et au XXe siècle situé à Béthisy-Saint-Martin (France).

## Localisation
Le château est situé sur la commune de Béthisy-Saint-Martin, dans le département de l'Oise, en Picardie. 

## Historique
Le château de La Motte, situé entre Béthisy-Saint-Martin et Orrouy au sud de la forêt de Compiègne, est édifié au XVIIe siècle sur les ruines du château de Donneval, l’un des plus anciens fiefs du Valois. Ce territoire regroupe quatre lieux proches : La Motte, Donneval, Champlieu et Orrouy, tous liés depuis l’époque féodale.
Dès l’Antiquité, Champlieu et Donneval étaient occupés par les Romains. Le fief de Donneval, déjà fortifié, passe entre les mains de diverses familles nobles, dont les Foucault, seigneurs de plusieurs domaines, jusqu’à leur extinction vers 1673.

### Époque moderne
Le 18 mai 1683, les terres sont acquises par Jérôme Herlaut de La Motte, haut fonctionnaire royal, exempté d’impôts en tant qu’écuyer. Son gendre, Louis Mottet de La Motte (1651–1733), baron, termine la construction du château entre 1650 et 1710. La famille Mottet en conserve la propriété jusqu’au XVIIIe siècle, notamment Nicolas Mottet, puis Antoine-Nicolas Rémond, avocat au Parlement, héritier par sa mère Anne Mottet.

### Époque contemporaine
En 1725, Jérôme II Herlaut est condamné à payer les droits de franc-fiefs pour les terres nobles héritées, malgré les privilèges de son père.
Au XIXe siècle, le château est rénové (vers 1816) et devient la propriété d’Edmond de Seroux, qui y installe des vestiges gallo-romains découverts à Champlieu. Avant lui, le domaine passe entre les mains d’Arnouph Deshayes de Cambronne (en), militaire royal.
Du 20 mai  au 23 juin 1916, le commandement de la 7e brigade d'infanterie installe son état-major au château de la Mothe.

## Description
Le domaine comprend un château de style classique, un parc, un moulin sur l’Automne, des communs, une orangerie et un pigeonnier. Le site reste apprécié pour son cadre romantique.

## Protection aux monuments historiques
Il est inscrit monument historique en 1986.